# ミドリチトカゲ
ミドリチトカゲ(緑血蜥蜴、Prasinohaema virens，英名green-blooded skink)は、爬虫綱有鱗目トカゲ科プラシノハエマ属に分類されるトカゲ。

## 分布及び生息環境
ニューギニア及びソロモン諸島の海抜500mまでの低地熱帯雨林やプランテーション農園に分布する 。

## 形態
緑色の血液を持ち、筋肉、骨、舌、粘膜組織は明るいライムグリーンを呈する。血液の緑色は他の全ての脊椎動物にとって有害な量のビリベルジンの蓄積によるもの。ビリベルジンはヘモグロビンが分解されることによって形成され、通常はビリルビンに変換される。ミドリチトカゲはビリルビンの生成に関連する複数の遺伝子の変異により、高濃度のビリベルジンの生成と蓄積を行えると考えられている。
高濃度のビリベルジンを体内に保有することでマラリアから身を守る効果があると推測される。